# 函館市立潮見中学校
函館市立潮見中学校（はこだてしりつ しおみちゅうがっこう）は、北海道函館市にかつて設置されていた公立中学校である。2018年3月閉校。

## 概要
本校は1948年（昭和23年）に函館市が「函館市立青柳中学校」として設置開校。1950年（昭和25年）に「函館市立谷地頭中学校」と改称したあと、1955年（昭和30年）に現在の校名に変更した。
本校では開校記念日を4月12日に指定していた。
また本校は吹奏楽部の活動が有名で、函館地区ではトップクラスの実力を誇り、北海道大会でも上位入賞を度々果たすなど強豪校としてもその名を知られていた。
函館市内小中学校再編計画により、函館市立西中学校、函館市立潮見中学校、函館市立宇賀の浦中学校の3校を統合し函館市立青柳中学校を新設、本校は2018年3月31日を以て閉校となった。

## 備考
本校は戦前、地元函館の野球チームである函館太洋倶楽部でプレーし、函館市議会議員に選出された久慈次郎の設計により、野球場（函館太洋倶楽部の本拠地として使用された）やシャンツェ（ノルディックスキージャンプ台）、テニスコートなどを網羅して1940年に完成した大運動施設である『函館市民運動場』の跡地に建てられたものであった。
このため、本校敷地内には畑俊六の揮毫による『函館市民運動場記念碑』が建立されている。